# Мухоловка синя
Мухоловка синя (Cyanoptila cyanomelana) — вид горобцеподібних птахів родини мухоловкові (Muscicapidae). Мешкає в Східній і Південно-Східній Азії. Маньчжурська мухоловка раніше вважалася конспецифічною з синьою мухоловкою.

## Опис
Довжина тіла становить 18 см, маса тіла самця в середньому 23,6 г, самки в середньому 21,73 г. Оперення верху голови у самця яскравого синьо-блакитного кольору, шия і спина яскраво-сині. Бічні сторони голови, горло, зоб і верхня частина грудей матово-чорні. Нижня частина грудей, черево і нижні криючі хвоста білі. Дзьоб і ноги чорні. Райдужина темно-коричнева.
Оперення самиці зверху однотонно-буро-оливкового кольору. Верх голови зі слабо вираженим хвилястим малюнком. Бічні сторони голови, шия, зоб і верхня частина грудей світло-буро-оливкові. Черево, нижні криючі хвоста і невелика пляма на горлі блідо-вохристі. Дзьоб і ноги бурі.

## Підвиди
Виділяють два підвиди:
- C. c. intermedia (Weigold, 1922) — гніздиться на Далекому Сході Росії, в Манчжурії та Північна Кореї;
- C. c. cyanomelana (Temminck, 1829) — гніздиться на Курильських островах, в Японії та Південній Кореї.

## Поширення і екологія
Сині мухоловки гніздяться у Японії, Кореї, а також у східній частині Китаю і Росії. Зимує у Південно-Східній Азії, у В'єтнамі, Камбоджі, Таїланді, на Суматрі, Борнео і Філіппінах. Бродячі особини спостерігалия в Австралії та Омані. Сині мухоловки живуть в лісах, парках і садах.

## Живлення
Харчується комахами, значно рідше поїдають павукоподібних, дрібних молюсків, багатоніжок, а в другій половині літа — соковиті плоди деяких рослин.

## Розмноження
Гнізда розташовуються в нішах або на уступах скель і берегових обривів, рідше на деревах в ущелинах і полудуплах. У кладці 5-6, рідше 7 яєць. Забарвлення яєць біле або рожеве, з дрібними розмитими коричнюватими або рожевими цяточками.